# Adam Kopas
Adam Kopas (Žilina, 16 agosto 1999) è un calciatore slovacco, difensore del Skalica.

## Caratteristiche tecniche
È un difensore centrale.

## Carriera

### Club
Cresciuto nel settore giovanile dello Žilina, debutta in prima squadra il 18 settembre 2018 in occasione dell'incontro di Slovenský Pohár vinto 6-0 contro il Tatran Krásno nad Kysucou.

### Nazionale
Ha giocato nelle nazionali giovanili slovacche Under-17 ed Under-19.

## Statistiche
Statistiche aggiornate al 22 maggio 2021.

### Presenze e reti nei club
| Stagione        | Squadra         | Campionato      | Campionato | Campionato | Coppe nazionali | Coppe nazionali | Coppe nazionali | Coppe continentali | Coppe continentali | Coppe continentali | Altre coppe | Altre coppe | Altre coppe | Totale | Totale | Totale |
| Stagione        | Squadra         | Comp            | Pres       | Reti       | Comp            | Pres            | Reti            | Comp               | Pres               | Reti               | Comp        | Pres        | Reti        | Pres   | Reti   |        |
| --------------- | --------------- | --------------- | ---------- | ---------- | --------------- | --------------- | --------------- | ------------------ | ------------------ | ------------------ | ----------- | ----------- | ----------- | ------ | ------ | ------ |
| 2015-2016       | Žilina II       | 1L              | 1          | 0          |                 | -               | -               |                    | -                  | -                  |             | -           | -           | 1      | 0      |        |
| 2016-2017       | Žilina II       | 1L              | 6          | 0          |                 | -               | -               |                    | -                  | -                  |             | -           | -           | 6      | 0      |        |
| 2017-2018       | Žilina II       | 1L              | 9          | 0          |                 | -               | -               |                    | -                  | -                  |             | -           | -           | 9      | 0      |        |
| 2018-2019       | Žilina II       | 1L              | 30         | 10         |                 | -               | -               |                    | -                  | -                  |             | -           | -           | 30     | 10     |        |
| 2019-2020       | Žilina II       | 1L              | 16         | 1          |                 | -               | -               |                    | -                  | -                  |             | -           | -           | 16     | 1      |        |
| 2020-2021       | Žilina II       | 1L              | 9          | 1          |                 | -               | -               |                    | -                  | -                  |             | -           | -           | 9      | 1      |        |
| 2018-2019       | Žilina          | SL              | 2          | 0          | CS              | 3               | 0               |                    | -                  | -                  |             | -           | -           | 5      | 0      |        |
| 2019-2020       | Žilina          | SL              | 4          | 0          | CS              | 1               | 0               |                    | -                  | -                  |             | -           | -           | 5      | 0      |        |
| 2020-2021       | Žilina          | SL              | 19         | 0          | CS              | 4               | 0               | UEL                | 1                  | 0                  |             | -           | -           | 24     | 0      |        |
| Totale carriera | Totale carriera | Totale carriera | 96         | 12         |                 | 8               | 0               |                    | 1                  | 0                  |             | -           | -           | 105    | 12     |        |